# Saludos Amigos (Lied)
Saludos Amigos (deutsch: Hallo, Freunde) ist ein Song aus dem gleichnamigen Film (deutscher Titel Drei Caballeros im Sambafieber). Das Lied wurde im Vorspann des Zeichentrickfilms verwendet, dessen Uraufführung am 24. August 1942 in Rio de Janeiro stattfand.
Im Text geht es daraum, dass jeder neue Tag darauf warte, mit einem warmen Händedruck und Fröhlichkeit im Herzen begrüßt zu werden. Reicht Euch die Hand Freunde. Walt Disney hörte das Lied, als er 1941 Brasilien besuchte, und fand den Titel passend für seinen Trickfilm Saludos Amigos (Drei Caballeros im Sambafieber).
Auf der Oscarverleihung 1944 wurden Charles Wolcott und Ned Washington in der Kategorie „Bester Song“ für die Trophäe nominiert, mussten sich jedoch Harry Warren und Mack Gordon und ihrem Lied You’ll Never Know aus dem Film Hello Frisco, Hello geschlagen geben.